# Malíkov nad Nežárkou

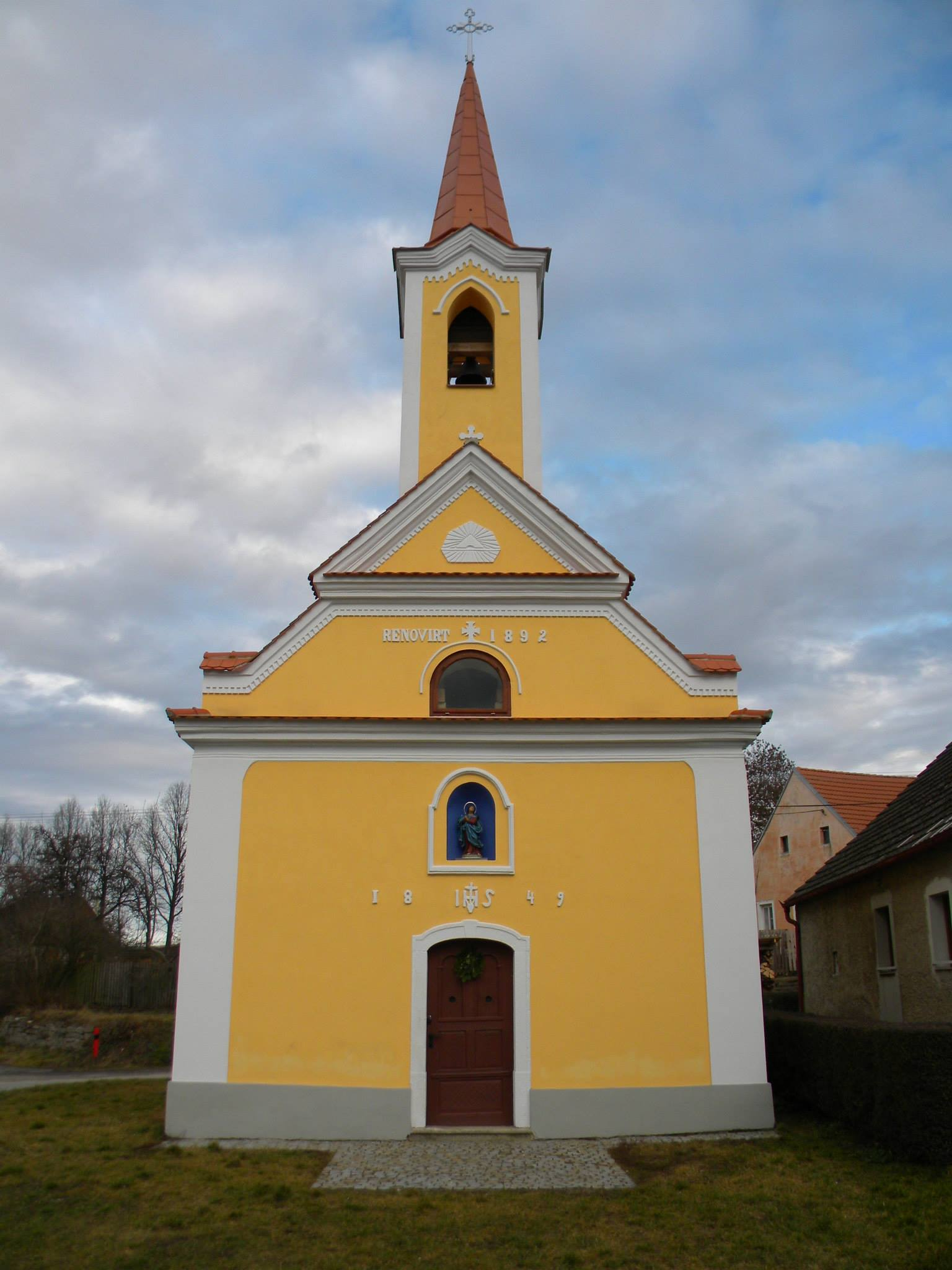
Loretokapelle

Malíkov nad Nežárkou, bis 1947 Německý Malíkov (deutsch Deutsch Moliken) ist ein Ortsteil der Gemeinde Horní Pěna (Oberbaumgarten) in Tschechien. Er liegt drei Kilometer südlich von Jindřichův Hradec  und gehört zum Okres Jindřichův Hradec. Der Ort wurde als ein Rundangerdorf angelegt.

## Geographie
Im Norden liegt Dolní Pěna (Niederbaumgarten), im Westen Dolní Žďár (Niedermühl), im Süden Nová Ves (Schönborn) und im Osten Horní Pěna (Oberbaumgarten).

## Geschichte
Die erstmalige Erwähnung des Ortes ist im Jahre 1256. Die Matriken des Ortes werden seit dem Jahr 1610 in Oberbaumgarten geführt. Im Urbar von 1654 der Herrschaft Neuhaus erscheint die tschechische Namensform „Niemeczky Malikow“, wobei aber in den örtlichen Urkunden der gleichen Zeit nur von „Teutsch-Molliken“ die Rede ist. In den Jahren 1770 bis 1771 verliert der Ort durch Hunger und Pest bis zu zwei Drittel der Bewohner. Auch zerstörte ein Großbrand im Jahre 1892 53 Häuser. Im 19. Jahrhundert wurde das Dorf Schönborn gegründet, welches bis 1923 Bestandteil der Gemeinde „Deutsch-Moliken“ war. Im Jahre 1895 wurde eine zweiklassige Volksschule im Ort errichtet. Um die Jahrhundertwende wurden bei Ausgrabungen südlichen von Deutsch Moliken Funde aus der Bronzezeit entdeckt.
Nach dem Ersten Weltkrieg und dem Friedensvertrag von Saint Germain 1919 wurde der Ort, dessen Bewohner im Jahre 1910 ausschließlich der deutschen Sprachgruppe angehörten, Bestandteil der neuen Tschechoslowakischen Republik. In der Zwischenkriegszeit kam es durch Neubesetzung von Beamtenposten und neuen Siedlern zu einem vermehrten Zuzug von Personen tschechischer Identität. Die Elektrifizierung des Ortes fand im Jahre 1929 statt. Nach dem Münchner Abkommen 1938 kam der Ort an das Deutsche Reich und wurde ein Teil des Reichsgau Niederdonau.
Nach dem Ende des Zweiten Weltkrieges, der 18 Opfer unter den Einwohnern von Deutsch Moliken forderte, kam die Gemeinde wieder zur Tschechoslowakei zurück. Ende Mai 1945 wurden die Einwohner von Deutsch Moliken über die Grenze nach Österreich vertrieben. Laut dem Beneš-Dekret 108 wurde das gesamte Vermögen der deutschen Einwohner sowie das öffentliche und kirchliche deutsche Eigentum konfisziert und unter staatliche Verwaltung gestellt. Der Ort wurde neu besiedelt. Am 16. Juni 1964 wurde Malíkov nad Nežárkou im Nachbarort Horní Pěna eingemeindet.

## Wappen und Siegel
Alle rechtlichen Angelegenheiten wurden in der Nachbargemeinde Oberbaumgarten abgehandelt und mit dessen Siegel rechtskräftig. Zwar soll im 19. Jahrhundert Deutsch Moliken ein eigenes Gemeindesiegel mit der Abbildung eines Pfluges besessen haben, doch konnte bis heute kein Abdruck davon aufgefunden werden.

## Bevölkerungsentwicklung
| Volkszählung | Einwohner gesamt | Volkszugehörigkeit der Einwohner | Volkszugehörigkeit der Einwohner | Volkszugehörigkeit der Einwohner |
| Jahr         | Einwohner gesamt | Deutsche                         | Tschechen                        | Andere                           |
| ------------ | ---------------- | -------------------------------- | -------------------------------- | -------------------------------- |
| 1880         | 464              | 459                              | 5                                | 0                                |
| 1890         | 456              | 455                              | 0                                | 1                                |
| 1900         | 391              | 391                              | 0                                | 0                                |
| 1910         | 375              | 375                              | 0                                | 0                                |
| 1921         | 357              | 330                              | 14                               | 3                                |
| 1930         | 311              | 295                              | 14                               | 2                                |
| 1991         | 84               |                                  |                                  |                                  |
| 2001         | 71               |                                  |                                  |                                  |

## Sehenswürdigkeiten
- Kapelle zur hl. Jungfrau Maria (1849), mit Glocke von 1892, Renaissancealtar des Bildhauers Neubauer und mit der Statue der hl. Maria von Loretto von Stufleser
- Kriegerdenkmal (1935)